# Centralno skladišče za radioaktivne odpadke v Brinju
Centralno skladišče za radioaktivne odpadke v Brinju (CSRAO) pri Ljubljani je bilo zgrajeno leta 1986. Nahaja se na območju Reaktorskega centra Instituta Jožef Stefan v Brinju. Skladišče je zgrajeno za nizko in srednje radioaktivne odpadke nastale v medicini, industriji, znanosti in vse radioaktivne odpadne snovi nastale pri razikavah in meritvah razen goriva iz jedrskih elektrarn in odpadkov, ki nastajajo pri proizvodnji električne energije v jedrski elektrarni. Skladišče je grajeno potresno in radiološko varno. Skladišče je delno vkopano in prekrito s pol metra debelo plastjo zemlje. Zgradba je zasnovana in zgrajena tako, da različne pregrade – armirane betonske stene, z zemljo zasuti in ozelenjeni zunanji deli skladišča, vhodna tovorna vrata iz železne pločevine ter ostali pomožni svinčeni in kovinski ščiti, ki se dodatno priskrbijo pri povečanih dejavnostih v skladišču, omogočajo dodatno zaščito pred sevanjem. Skladišče je opremljeno s sodobnim in zmogljivim prezračevalnim sistemom, sistemom požarne zaščite, podzemnim zbiralnikom odpadne vode pred skladiščem ter alarmnim sistemom.

## Varstvo pred sevanji
Skladišče je leta 1999 prevzela v upravljanje Agencija za radioaktivne odpadke -(ARAO), katera je leta 2004 skladišče prenovila in posodobila. Ustanovila je posebno službo -Službo za varstvo pred ionizirajočimi sevanji ,ta je odgovorna za varstvo delavcev, prebivalcev in okolja pred sevanji. Opravljati mora meritve sevanja in koncentracije radioaktivnih snovi v skladišču in okolici na različnih razdaljah v zemlji, zraku, in v odpadnih vodah v podzemnem zbiralniku ob skladišču. Redno merijo tudi količino radona v okolju skladišča.

## Nadzor
Poleg ARAO so za varnost obratovanja skladišča zadolženi še:
- Uprava RS za jedrsko varnost, ki nadzoruje delovanje vseh jedrskih objektov v državi.
- Uprava RS za varstvo pred sevanji, ki nadzoruje varovanje zdravja prebivalstva.
- Mednarodna agencija za atomsko energijo.

Agencija ARAO je izdelala analizo, kaj bi se zgodilo, če bi se v skladišču zgodila nesreča. Analiza je pokazala da nihče ne bi prejel doz sevanja nad zakonsko omejitvijo. Smatrajo da nesreča, ki bi ogrožala okoliške prebivalce, v skladišču Brinje, ni možna.
Zmogljivost zgrajenega Centralnega skladišča za radioaktivne odpadke v Brinju je deponiranje 500 m³ takšnih odpadkov in je med podobnimi skladišči v Evropi majhno skladišče.

## Podobna skladišča v Evropi
Nekatere evropske države so od leta 1959 do 1996 zgradile nekaj velikih skladišč za tovrstne odpadke, takšna so v državah:
- Anglija -skladišče DRIG 1 -z kapaciteto 850 000 m/3 -zgrajeno leta 1959,
-skladišče DRIG 2 -z kapaciteto 880 000 m/3 - zgrajeno leta 1988,
- Češka -skladišče DUKOVANY -z kapaciteto 60 000 m/3 - zgrajeno leta 1994,
- Finska -skladišče OLKILUOTO -z kapaciteto 8 500 m/3 - zgrajeno leta 1992,
-skladišče LOVIISA -z kapaciteto 100 000 m/3 - zgrajeno leta 1996,
- Francija -skladišče CENTRE DE LA MANCHE -z kapaciteto 525 000 m/3 - zgrajeno leta 1969/1994,
-skladišče CENTRE DE L'AUBE -z kapaciteto 1000 000 m/3 - zgrajeno leta  1992,
- Nemčija -skladišče MORSLEBEN -z kapaciteto 55 000 m/3 - zgrajeno leta 1978/1998,
- Španija -skladišče EL CABRIL -z kapaciteto 50 000 m/3 - zgrajeno leta 1992,
- Švedska -skladišče FORSMARK SFR -z kapaciteto 60 000 m/3 - zgrajeno leta 1988,